# Scopula sarcodes
Scopula sarcodes là một loài bướm đêm trong họ Geometridae.